# Musaranya alpina
La musaranya alpina (Sorex alpinus) és un petit mamífer de la família Soricidae del paleàrtic, pròpia de les muntanyes de l'Europa Central.

## Descripció
- Mesures: cap i cos 6,2 - 7,5 cm, cua 6 - 7,5 cm, pes 6 - 10 g.
- Descripció: Color gris, prou uniforme, zona dorsal color pissarra i zona ventral més bruna. Cua molt llarga. Les potes i la cara inferior de la cua blanques. Orelles curtes i punta de les dents vermelles.

## Biologia
Aquesta espècie viu en clivells i pedres properes als rierols, en boscos de muntanya.
És un animal solitari, actiu tot l'any i tant de dia com de nit, amb períodes regulars de descans. Menja cada dia l'equivalent al seu pes en insectes, gastròpodes, cucs o petits vertebrats. És l'animal amb ritme cardíac més ràpid conegut fins ara: 1200 batecs per minut.
L'estació reproductiva s'estén d'abril fins a setembre. En aquest temps la femella pot tenir dues o tres ventrades. El període de gestació és de 13-20 dies, al final dels quals la femella parirà entre 6 i 8 cries que obrin els ulls a partir de la segona setmana de vida. Són madurs sexualment als 3-4 mesos de vida.
La longevitat en captiveri és d'any i mig aproximadament.